# 赫尔曼·梅尔维尔
赫爾曼·梅爾維爾（Herman Melville，1819年8月1日—1891年9月28日）是美国小说家、散文家和诗人，也擔任過水手、教師，最著名的作品是《白鯨記》。其作品《泰皮》（Typee）獲得社會大眾相當多的注意，成為暢銷書，他也籍此在19世紀40年代後期快速取得文學上的成功。然而，他的人氣於在19世紀50年代中急劇下降，再也沒有上升。
當赫爾曼·梅爾維爾在1891年去世時，社會大眾幾乎完全遺忘他的存在。直到20世紀早期“梅爾維爾復興”後，他的作品獲得廣泛的認可，尤其是《白鯨記》，它被譽為美國乃至世界文學的經典之一。

## 生平
赫爾曼·梅爾維爾在1819年出生於美國紐約 ，是家中的第三個孩子。他的父系、母系祖先分別是蘇格蘭及荷蘭的望族，隨後移民美國，祖父托馬斯·梅爾維爾（Thomas Melvill，曾參加波士頓茶葉事件）及外祖父曾參加美國獨立戰爭，在社會上有一定的威望，父親艾倫·梅爾維爾是唯一神教派基督徒，赫爾曼·梅爾維爾及其兄弟姐妹則從其母系所信奉的長老會。

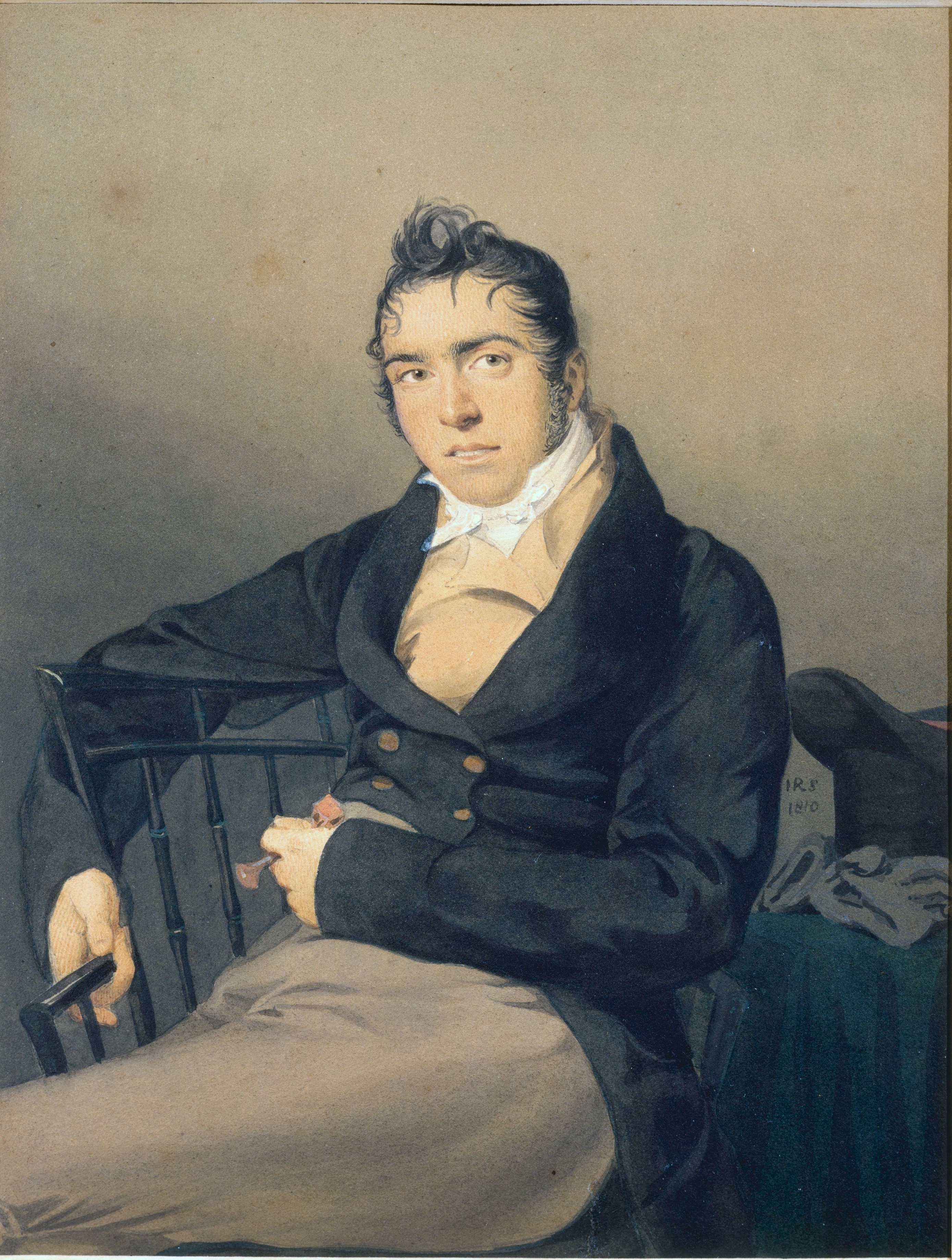
梅尔维尔的父亲艾伦·梅尔维尔（1782-1832），画家约翰·鲁本斯·史密斯绘于1810年

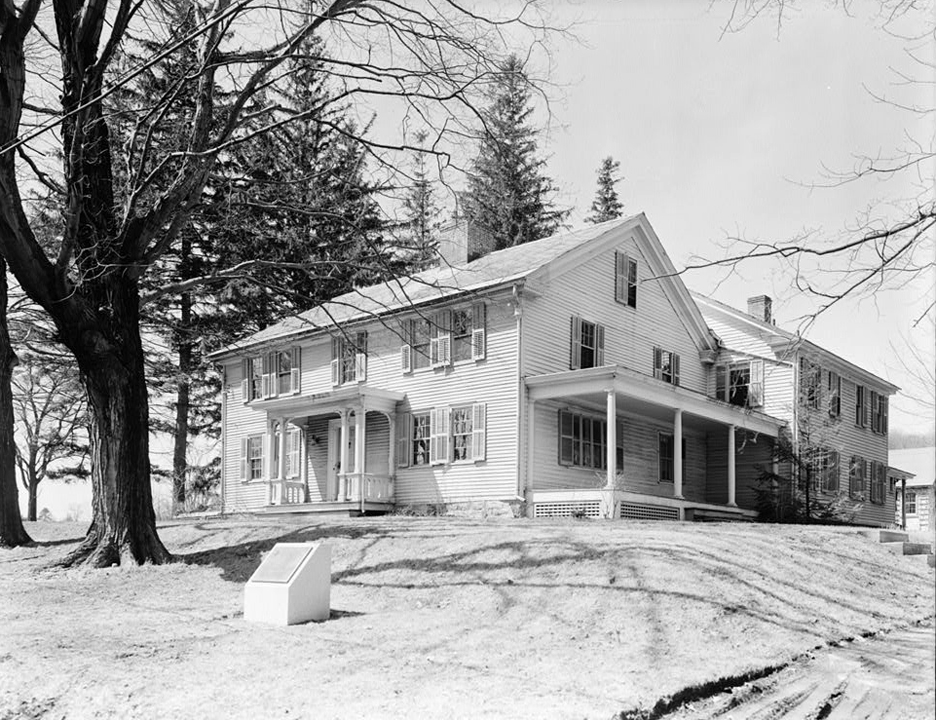
赫爾曼·梅爾維爾於麻薩諸塞州居住的農莊

艾倫·梅爾維爾讓赫爾曼·梅爾維爾進入紐約公校（哥倫比亞大學預科學校）就讀。因為財政過度擴張及情緒不穩定，艾倫為了重振聲勢，於1830年全家移居奧爾巴尼，於當地從事皮草進口事業。然而新的合資公司並不成功。因為1812年戰爭的緣故，企業無法將商品販售至海外，艾倫·梅爾維爾被迫宣布破產。不久之後艾倫·梅爾維爾便去世，全家一貧如洗，當時赫爾曼只有12歲 。
梅爾維爾從1830年10月至1831年10月就讀於奧爾巴尼學院，他從1836年10月至1837年3月間於該學校學習許多文學經典。因為家境轉壞，15歲離開學校，做過農夫、職員、小学教师等職務。他於1837年搭乘帆船出航，前往英國利物浦。赫爾曼·梅爾維爾於1841年成為捕鯨水手，從麻薩諸塞州費爾黑文出發。捕鯨船航行過合恩角，於南太平洋一帶活動。1842年7月在南太平洋馬克薩斯群島與泰皮族接觸，他於8月在一條澳大利亞商船上擔任水手，因故被囚於塔希提島，11月，越獄成功，在一艘捕鯨船上從事投叉手四個月之久。赫爾曼·梅爾維爾在1843年8月加入了美国军舰美國號（United States）服役，後來於1844年10月在波士顿上岸，居住在麻薩諸塞州。
後來赫爾曼·梅爾維爾於1845年開始從事小說寫作，1846年在倫敦發表小說《泰皮》（Typee），隔年又發表小說《歐穆》（Omoo）。他在這期間認識小說家纳撒尼尔·霍桑，開始閱讀莎士比亞作品，並仔細閱讀霍桑的小說《紅字》，1849年出版《雷得本》，1850年出版《白外衣》，獲得好評。
赫爾曼·梅爾維爾於1847年與伊麗莎白·肖（Elizabeth Shaw）結婚，於加拿大度過蜜月。他們育有4名子女，男女各半。他們在1850年在皮茨菲尔德定居，赫爾曼·梅爾維爾在這裡居住13年之久。1850年2月，他開始以其海上经历为依据來創作《白鯨記》，前後花費了17個月，最終於1851年夏完稿，同年出版。赫爾曼·梅爾維爾將《白鯨記》致贈給霍桑 。

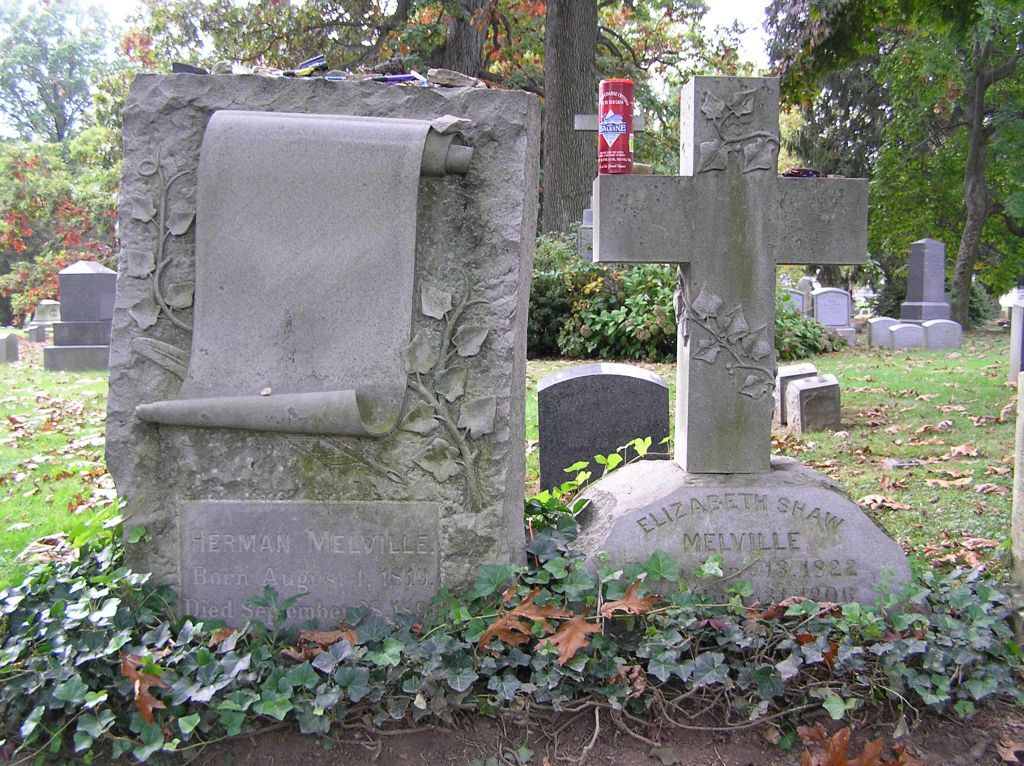
赫爾曼·梅爾維爾夫婦的墳墓

《白鯨記》这部小说日後被认为是美国最伟大的小说之一，但是在第一年竟然只賣出5本，這部史诗之作在当时非但没有引起轰动，並惹來许多的非议，使他十分失望。梅爾維爾寫信給霍桑說：“我寫了一本邪書，不過我覺得像羔羊一般潔白無疵”，霍桑手邊曾有一本赫爾曼·梅爾維爾致贈的《白鯨記》，梅爾維爾和霍桑的創作皆帶有神秘和悲觀的色彩。不久之後出版社發生火災，大批庫存被燒毀。他於1866年開始在紐約擔任海關檢查員。梅尔维尔晚年轉而寫詩，1866年以後他自費印行詩集《戰事集》、《克拉瑞爾》（Clarel）、《約翰·瑪爾和其他水手》和詩集《梯摩里昂》，出版商拒絕繼續給他預支稿費。
他曾寫信給霍桑：「激動我的心靈，促使我寫作的東西，我寫不成了──因為它“無利”可圖。可是要我改弦更張，不這麼寫，我辦不到。」
1891年9月28日，赫爾曼·梅爾維爾于纽约逝世（死因是心臟肥大 ），窮愁潦倒以終。他葬於紐約伍德劳恩公墓。他的小說《比利·巴德》於死後33年（1924年）出版，後來被改編成劇本。

## 評價

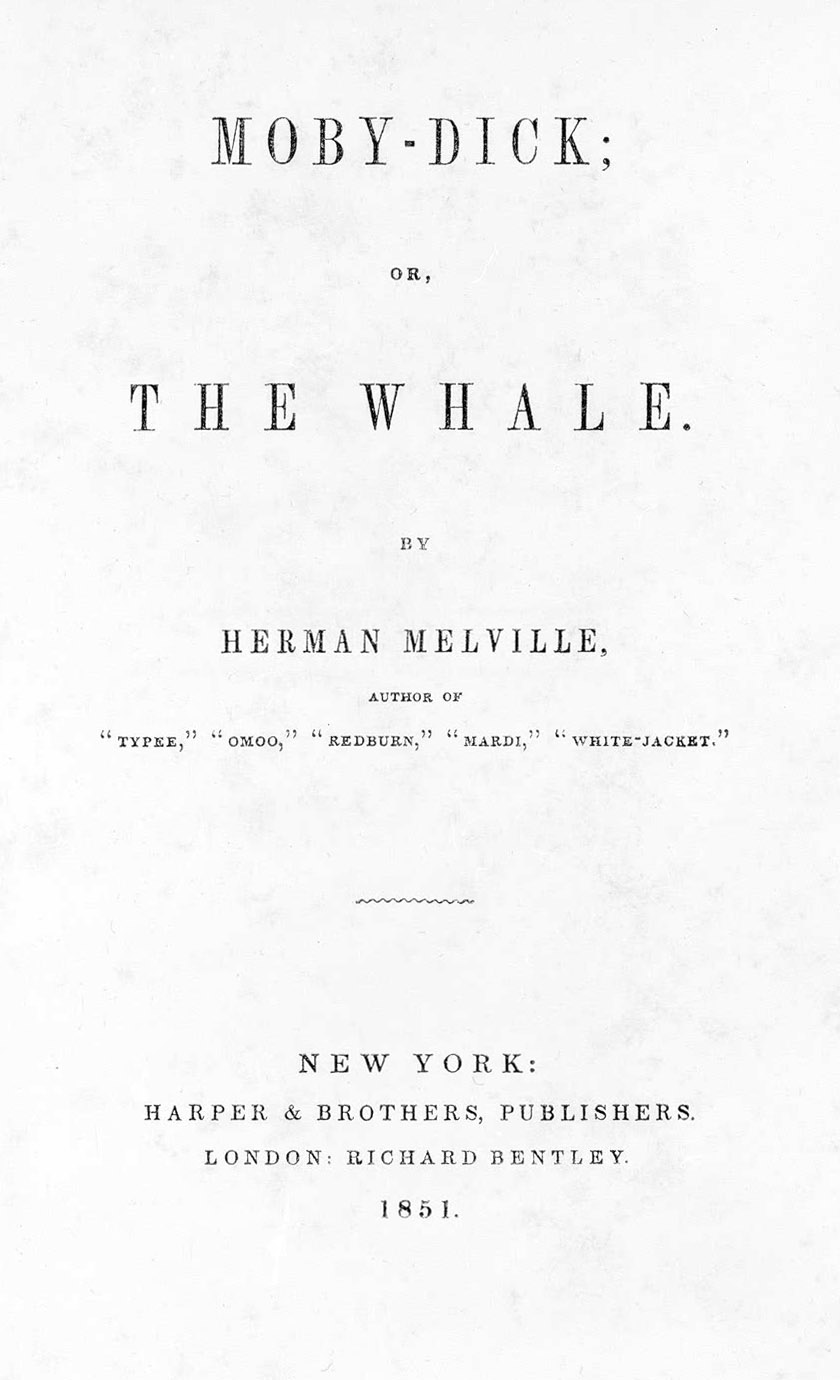
《白鯨記》首版封面

《白鯨記》直到出版後七十年，才獲得社會大眾廣泛的重視。英國作家毛姆在《世界十大小說家及其代表作》一書中對《白鯨記》的評價遠在美國其他作家（包括愛倫·坡與馬克吐溫）之上。他的作品还包括短篇小说，例如《錄事巴托比》（1856年）以及中篇小说《比利·巴德》（Billy Budd, Sailor）。赫爾曼·梅爾維爾的詩並沒有獲得高度評價，一些評論家認為他是美國首位現代主義詩人，但是有些評論家則認為他的作品更富有後現代主義的色彩。著名桂冠詩人罗伯特·潘·沃伦則認為赫爾曼·梅爾維爾是美國最偉大的詩人。

## 紀念
梅爾維爾鯨以赫爾曼·梅爾維爾來命名，因為論文作者都是該小說的愛好者，希望把發現向赫爾曼·梅爾維爾致敬。

## 作品
- 《白鯨記》
- 《泰皮》（Typee）
- 《歐穆》（Omoo）
- 《錄事巴托比》（Bartleby, the Scrivener）
- 《比利·巴德》
- 《戰事集》
- 《克拉瑞爾》
- 《約翰·瑪爾和其他水手》
- 《梯摩里昂》

## 相關文獻
- Adler, Joyce. . New York: New York University Press. 1981. ISBN 0-8147-0575-8.
- Arvin, Newton. . New York: Grove Press. 2002. ISBN 0-8021-3871-3.
- Bryant, John. . Westport: Greenwood Press. 1986. ISBN 0-313-23874-X.
- Bryant, John. . Oxford Oxfordshire: Oxford University Press. 1993. ISBN 0-19-507782-2.
- Chamberlain, Ray. . City: Coach House Pr. 1985. ISBN 0-88910-239-2.
- Delbanco, Andrew. . New York: Knopf. 2005. ISBN 0-375-40314-0.
- Edinger, Edward. . New Haven: Inner City Books. 1985. ISBN 978-0-919123-70-0.
- Garner, Stanton. . Lawrence: University Press of Kansas. 1993. ISBN 0-7006-0602-5.
- Goldner, Loren. . Cambridge: Queequeg Publications. 2006. ISBN 0-9700308-2-7.
- Gretchko, John M. J. . Cleveland: Falk & Bright. 1990.
- Hardwick, Elizabeth. . New York: Viking. 2000. ISBN 0-670-89158-4.
- Hayford, Harrison. . Evanston: Northwestern University Press. 2003. ISBN 0-8101-1973-0.
- Johnson, Bradley A. . Eugene, OR: Wipf and Stock. 2011. ISBN 978-1-61097-341-0.
- Levine, Robert. . Cambridge: Cambridge University Press. 1998. ISBN 0-521-55571-X.
- Martin, Robert. . Chapel Hill: University of North Carolina Press. 1986. ISBN 0-8078-1672-8.
- Miller, Perry. . New York: Harvest Book. 1956.
- Parini, Jay. . New York: Doubleday. 2010. ISBN 978-0-385-52277-9.
- Parker, Hershel. . Baltimore: Johns Hopkins University Press. 1996. ISBN 0-8018-5428-8.
- Parker, Hershel. . Baltimore: The Johns Hopkins University Press. 2005. ISBN 0-8018-8186-2.
- Renker, Elizabeth. . Baltimore: Johns Hopkins University Press. 1998. ISBN 0-8018-5875-5.
- Robertson-Lorant, Laurie. . New York: Clarkson Potter/Publishers. 1996. ISBN 0-517-59314-9.
- Rogin, Michael. . New York: Knopf. 1983. ISBN 0-394-50609-X.
- Rosenberg, Warren. . Modern Language Studies. 1984, 14 (1).
- Spark, Clare L.  rev.ed. paperback 2006. Kent: Kent State University Press. 2001. ISBN 0-87338-888-7.
- Sullivan, Wilson. . New York: Atheneum. 1972. ISBN 0-02-788680-8.
- Szendy, Peter. . New York: Fordham University Press. 2009. ISBN 978-0-8232-3154-6.
- Weisberg, Richard. . New Haven: Yale University Press. 1984. ISBN 0-300-04592-1.

## 外部連結
- Arrowhead—The Home of Herman Melville （页面存档备份，存于）
- Physical description of Melville （页面存档备份，存于） from his 1856 passport application
- Melville's page at Literary Journal.com （页面存档备份，存于）-research articles on Melville's works
- Melville Room at the Berkshire Athenaeum
- New Bedford Whaling Museum （页面存档备份，存于）
- The Confidence Man: His Masquerade ed. Scott Atkins with critical introduction, historical contexts, and new footnotes from American Studies at the University of Virginia.
- Billy Budd: Foretopman ed. David Padilla with extensive linked footnotes and glossary of terms from American Studies at the University of Virginia
- The Language of Gesture: Melville's Imaging of Blackness and the Modernity of Billy Budd by Klaus Benesch
- The Encantadas from American Studies at the University of Virginia
- The Life and Works of Herman Melville （页面存档备份，存于）
- The Melville Society （页面存档备份，存于）
- Herman Melville的作品  - 古騰堡計劃
- WorldCat 聯合目錄中赫尔曼·梅尔维尔的著作或與之相關的著作
- Melville index entry at Poets' Corner （页面存档备份，存于）
- Contemporary views on Herman Melville （页面存档备份，存于）
- "Into the Deep: America, Whaling & the World" （页面存档备份，存于）, PBS, American Experience, 2010. Cf. section on Melville.
- Antiquarian Booksellers' Association of America: Collecting Herman Melville （页面存档备份，存于）